# Лагерь Академия

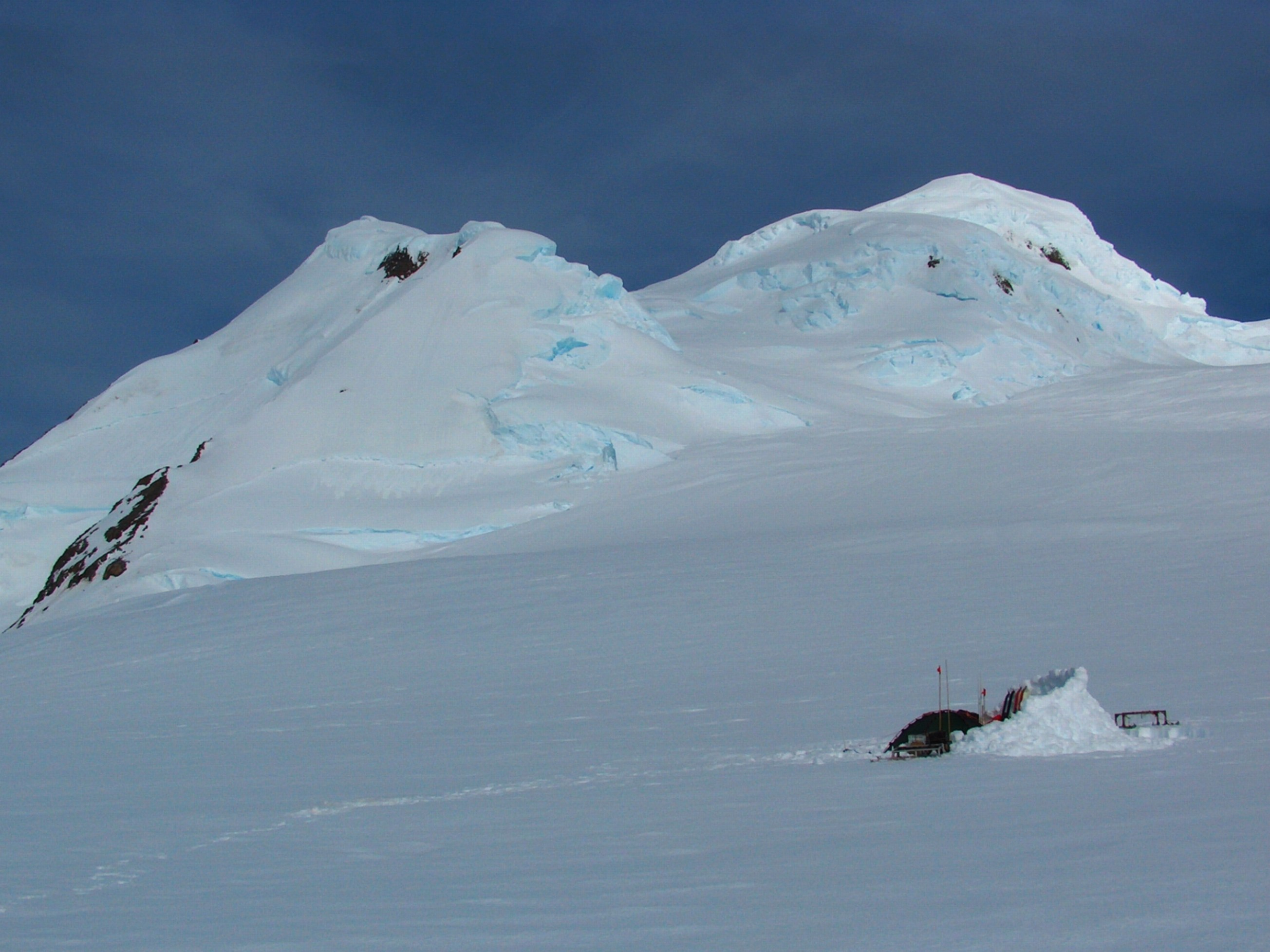
Лагерь Академия с пиками Зограф и Лясковец

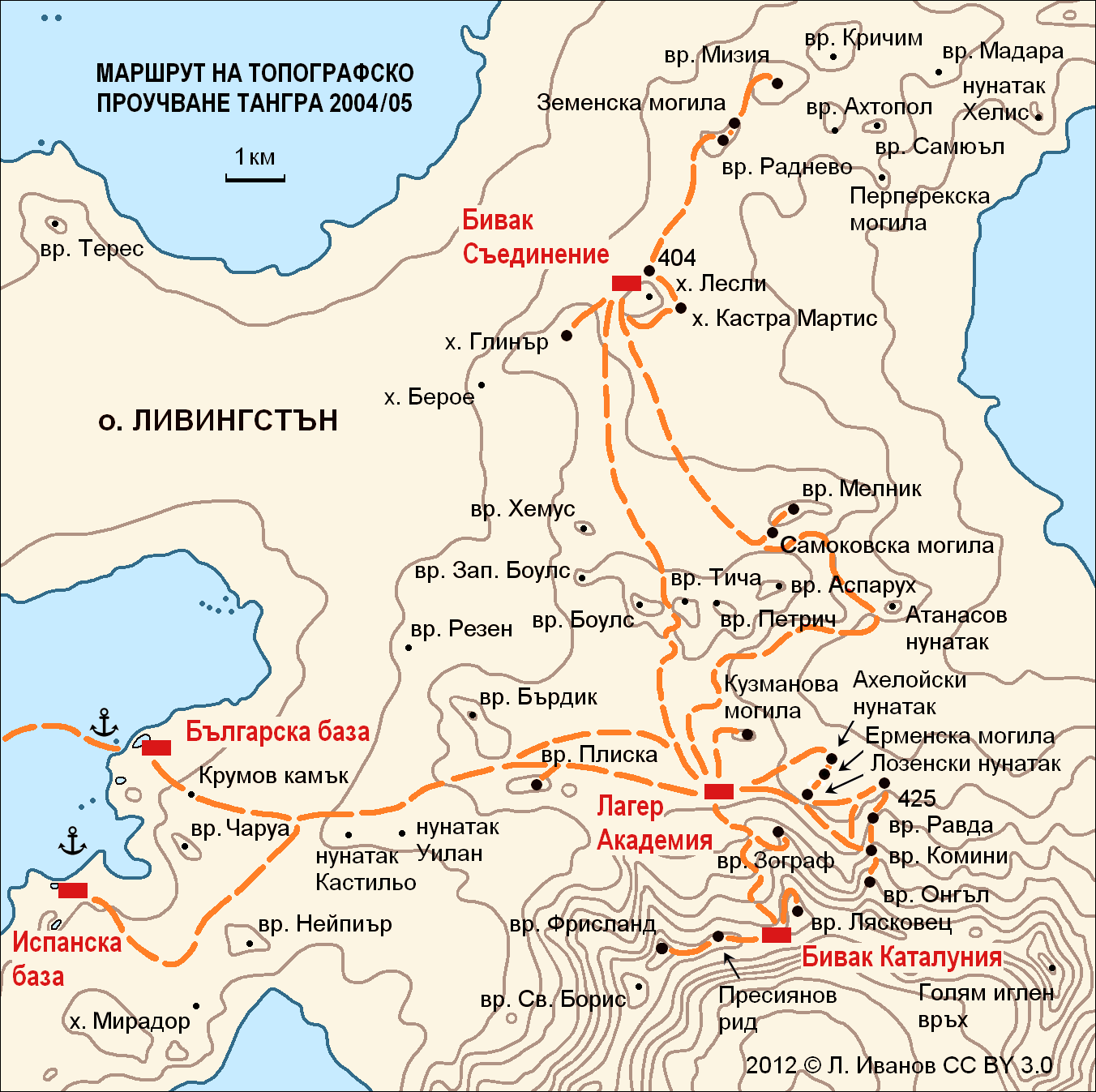
Маршрут экспедиции Тангра 2004/05

Лагерь Академия (62°38′41,9″ ю.ш., 60°10′18,3″ з.д.) – это географическая местность на острове Ливингстон в архипелаге Южных Шетландских островов, Антарктика, названная в честь Болгарской академии наук и её вклада в исследовании Антарктики.
Местность расположена стратегически в верховьях ледника Гурон, вблизи пика Зограф в горах Тангра, на высоте 541 м над уровнем моря.  Лагерь Академия связан с болгарской антарктической станцией  Святого Климента Охридского 11-километровой ледниковой трассой, и с испанской станцией Хуан Карлос I – 12,5-километровой трассой.
Лагерь Академия предлагает удобный доступ к горам Тангра на юге; районам хребта Боулс, Видинских возвышений, ледниках Калиакра и Соединение на севере; к леднику Гурон на востоке; и к хребтам Плиска и Бурдик и ледникам Перуника и Хантрес на западе.
Местность была занята впервые топографической экспедицией Тангра 2004/05, от 3 декабря 2004 г. до 2 января 2005 г.  В ходе экспедиции была собрана географическая информация об удаленных районах островов Ливингстон и Гринвич, 150 географических объектов были картографированы впервые, а в 2005 г. была опубликована новая топографическая карта обоих островов.  С 2004 г. Лагерь Академия определён как сезонный почтамт Тангра 1091, самое южное подразделение Болгарской почты.
Полевая работа, осуществленная с Лагеря Академия в курсе экспедиции Тангра 2004/05, была отмечена как событие в хронологии исследования Антарктики.

## Карты

Карта острова Ливингстон

- L.L. Ivanov et al, Antarctica: Livingston Island, South Shetland Islands (from English Strait to Morton Strait, with illustrations and ice-cover distribution), 1:100000 scale topographic map, Antarctic Place-names Commission of Bulgaria, Sofia, 2005
- Л. Иванов.  Антарктика: Остров Ливингстън и острови Гринуич, Робърт, Сноу и Смит.  Топографска карта в мащаб 1:120000.  Троян: Фондация Манфред Вьорнер, 2009.  ISBN 978-954-92032-4-0
- Л. Иванов. Карта на остров Ливингстън. В: Л. Иванов и Н. Иванова. Антарктика: Природа, история, усвояване, географски имена и българско участие. София: Фондация Манфред Вьорнер, 2014. с. 18-19. ISBN 978-619-90008-1-6
- A. Kamburov and L. Ivanov. Bowles Ridge and Central Tangra Mountains: Livingston Island, Antarctica. Scale 1:25000 map. Sofia: Manfred Wörner Foundation, 2023. ISBN 978-619-90008-6-1

## Внешние связи

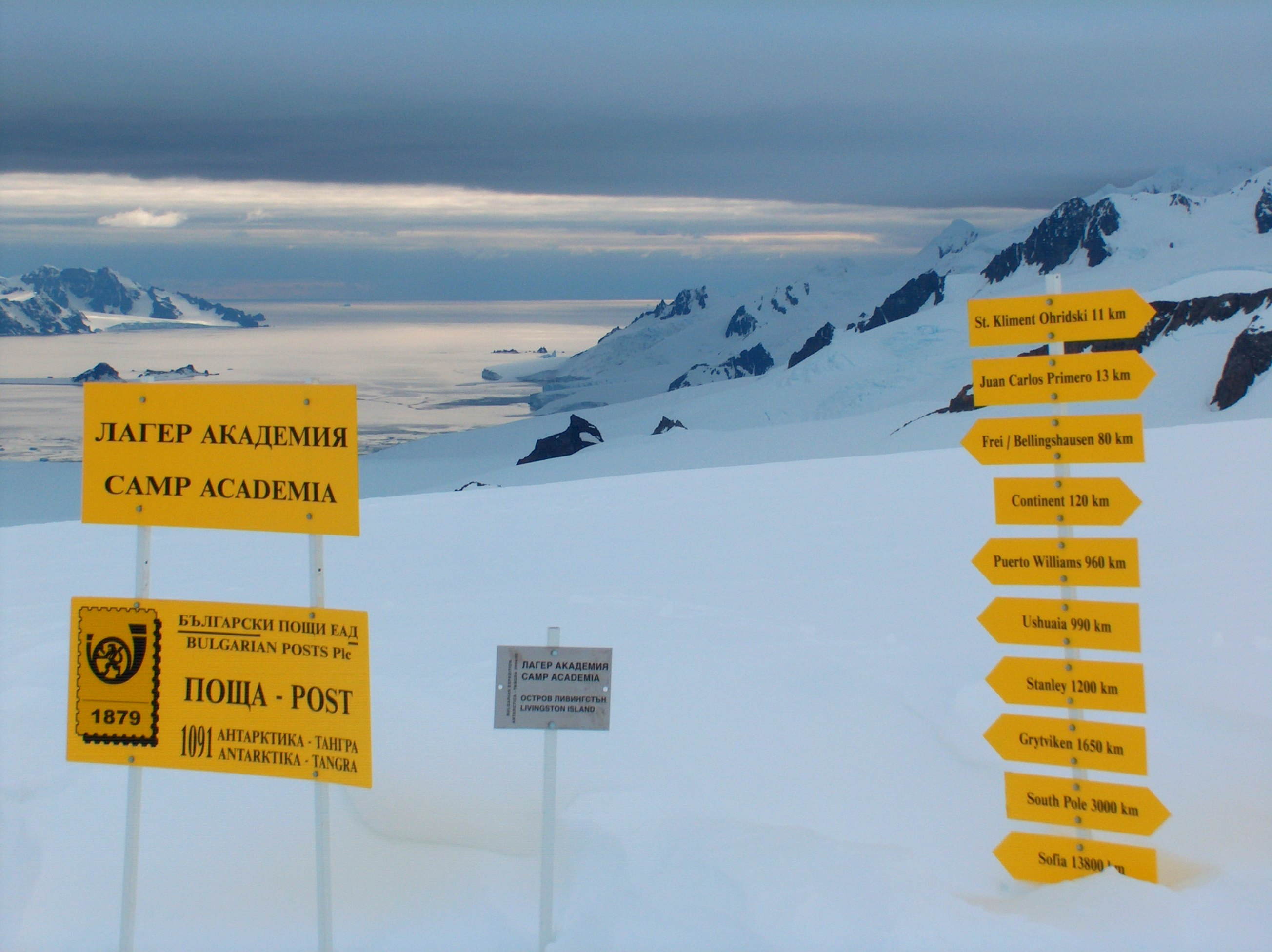
Почтамт Тангра 1091

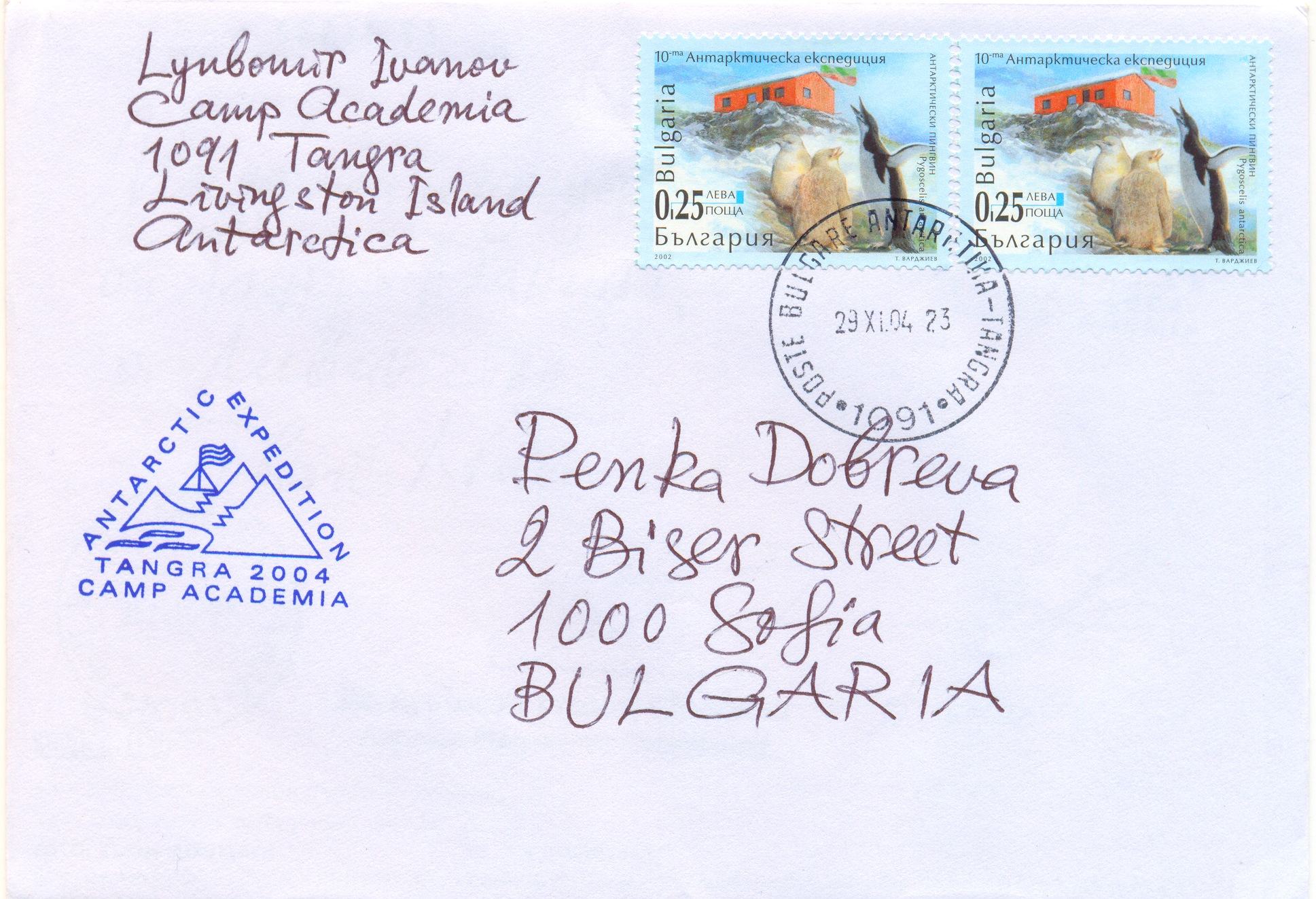
Письмо из Ливингстона

- Болгарская комиссия по антарктическим наименованиям (на английском)
- Почтамт Тангра 1091 (на английском)
- Испанская антарктическая станция Хуан Карлос I (на испанском)